# 疫病神
疫病神、厄病神（やくびょうがみ）は、世の中に疫病をもたらすとされる悪神。疫神、厄神（やくしん、やくじん、えきしん）、行疫神（ぎょうやくじん、ぎょうえきじん）ともいう。家々のなかに入って人びとを病気にしたり、災いをもたらすと考えられている（ここから転じて「他人に忌み嫌われる人」に対する蔑称として使われることもある）。

## 概要
医療の普及していなかった古代の日本では、病気は目に見えない存在によってもたらされると信じられており、特に流行病、治療不可能な重病はもののけ、怨霊、悪鬼によるものといわれてきた。平安時代以後に中国の疫鬼の概念が貴族社会を中心に広く普及し、疫病はそれをもたらす鬼神によるものとの考えが生まれた。やがて一般での素朴な病魔への畏怖と結びつき、疫病神といった存在が病気をもたらすという民間信仰に至ったと考えられている。
疫鬼の概念が多く取り込まれた平安時代には朝廷の行事として、花が散ると共に疫病神が方々へ四散することを防ぐ「鎮花祭」、道の境で疫病神をもてなすことで都の外へ返してしまうという「道饗祭」といった疫病を防ぐための祭事が行われている。このように災いを防ぐために疫病神を祀るといった行事は、近年においてもこうした祭事のほか、町や村の境に注連縄あるいはワラなどを材料にした巨大なつくりものを示して疫病神の侵入を防ぐ民俗行事などに見ることができる。
人々の間に良くないことをもたらす存在であることから転じて、厄介ごとを起こす人物や事物を「疫病神」と比喩したりもする。

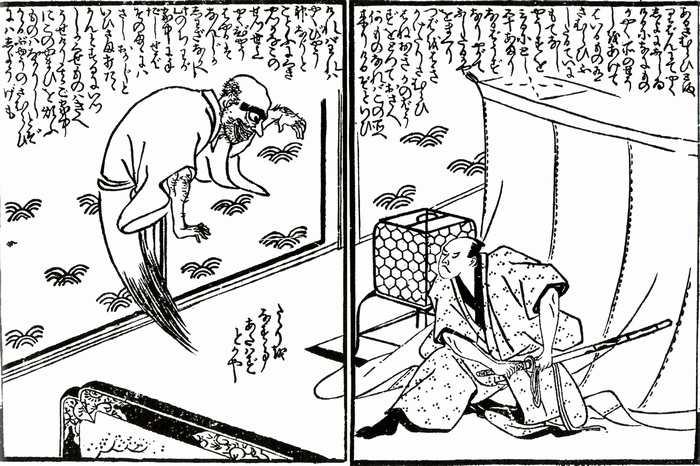
黄表紙『怪談夜更鐘』（かいだんうしみつのかね）。ある武士のもとに現れたこの疫病神（左）は、50歳ほどの坊主の姿だったという。

## 容姿
もともと病気などが目に見えない存在がもたらすものであると考えられていたことに由来して、疫病神の姿が実際に目に見えるものであると考えられることはほとんど無い。『春日権現験記絵巻』や『融通念仏縁起絵巻』などの絵巻物には、様々な鬼の姿をした疫神たちが集う姿が描かれているが、夢の中でそれを見るなど普通の人間の目に姿は見えないものであると表現されている。『沙石集』（巻5「円頓之学者免鬼病事」）では、僧侶のもとへあまたの行疫神の集団がやって来るという説話が記されているがここでは「異類異形」と表現されている。　
いっぽう、人間の目に見える姿として疫病神は老人や老婆などをはじめとした人間の姿をとって出没するとも考えられており、単体または複数人でさまよい、人家をおとずれ、疫病をもたらすなどといわれた。関東地方や東海地方を中心に確認されている箕借り婆や一つ目小僧に関する来訪者があるとする伝承などは、その代表的なものである。また秋田県の一部では、特にどのような姿であるかは説かれていないが、毎年2月9日を疫病神が村に来る日だとしており、疫病神が嫌うとされるあみ目の多いざるを戸外に下げるという行事があったという。
江戸時代の随筆『宮川舎漫筆』には「毎月3日に小豆のかゆをつくる家には入らない」と疫神に教えてもらった人物の説話が記されている。この話では、人間の姿をとって入り込むべき屋敷に向かっていた疫病神を、それと知らずに同道した結果そのことを教わっている。また同じく江戸時代に書かれた小林渓舎『竹抓子』などには文政3年（1820）に江戸愛宕下の仁賀保家という武家の屋敷に疫病神が侵入したのを次男の金七郎が発見して捕まえた結果、決して家には入らない（疫病や災厄をたもらさない）としるした証文を置いて行ったという話が記録されている。この話は証文の文面と共に流布されており、随筆にもその全文が記載されているほか、その文面を疫病避けとして家々に用いた痕跡が残されている。

## 祭祀と護符

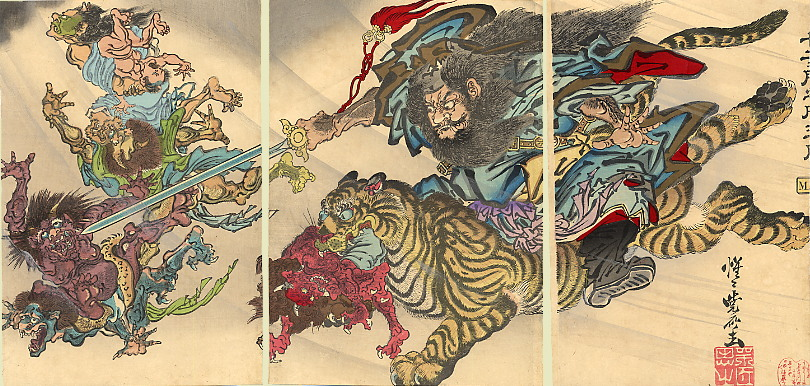
鍾馗像（河鍋暁斎画）

『続日本紀』（巻32）には宝亀4年（773年）7月に疫神を諸国で祭らせたことが記録されている。日本では平安時代から、疫病を祓うための祭礼や宗教儀式が朝廷によって行われて来た。また儀礼的なもの以外にも疫病除けのために、鍾馗（しょうき）や牛頭天王、角大師（つのだいし、元三大師の姿を木版刷りしたもの）を屋内あるいは戸に設けて護符とする信仰や俗信があり、疫神を避けるものであるとされてきた。
牛頭天王は疫病から身を守る際に祈願をかける存在として信仰されるが、いっぽうで疫病をもたらす存在ともされていた。
疫病神を人形に見たてて追い出す・送り出す民俗行事は現代でも日本各地でおこなわれている。また、夏越の祓や祇園祭など夏季に行われる祭礼や茅の輪くぐり、端午の節句に行われる菖蒲湯などには疫病・疫神を祓うものとしての意味が付与されていることが多い。『拾椎雑話』によれば、延宝（1673年-1681年）のころ、疫病が流行して諸国に蔓延したので、大きなタケに四手（しで）をつけて国々から送り出す神事をおこなったという。この神事も人形送りの行事の一種であるとみられる。
年中行事に際して食べられる特別な食事に「疫病神をはらう効果」を説明する民間伝承も各地にあり、6月15日に食べられるうどん（岡山県津山市など）などがある。